# Поречье (Латвия)
Поречье (латыш. Porečje) — населённый пункт в Дагдском крае Латвии. Административный центр Берзинской волости. Расстояние до города Краслава составляет около 60 км. По данным на 2015 год, в населённом пункте проживало 189 человек. Есть волостная администрация, библиотека, дом культуры, фельдшерский и акушерский пункт, почтовое отделение, магазин.

## История
В советское время населённый пункт был центром Берзиньского сельсовета Краславского района. В селе располагалась центральная усадьба совхоза «Берзини».